# Seo Seung-jae
Seo Seung-jae (født 4. september 1997) er en koreansk badmintonspiller. Han spiller både herredouble og mixdouble. Ved VM i København vandt han guld i både herredouble og mixdouble.